# Women’s Finalissima
Der CONMEBOL-UEFA-Pokal der Champions der Frauen, kurz Women’s Finalissima, ist ein interkontinentaler Fußball-Wettbewerb für Frauen-Nationalmannschaften zwischen dem jeweiligen Europameister der Frauen und dem Sieger der Copa América der Frauen, der erstmals 2023 ausgetragen wurde.
Das Spiel resultiert aus der Erweiterung des Kooperationsvertrages zwischen UEFA und CONMEBOL. Am 2. Juni 2022, dem Tag nach der Austragung der Finalissima 2022, kündigten CONMEBOL und die UEFA eine Reihe neuer Veranstaltungen zwischen Mannschaften der beiden Konföderationen an. Dazu gehörte ein Spiel zwischen den Gewinnern der Europameisterschaft der Frauen und der Copa América der Frauen.

## Die Austragungen im Überblick
| Datum         | Austragungsort           | Spielpaarung               | Spielpaarung         | Spielpaarung                       |
| Datum         | Austragungsort           | Europameister der Frauen   | Ergebnis             | Sieger Copa-América der Frauen     |
| ------------- | ------------------------ | -------------------------- | -------------------- | ---------------------------------- |
| 6. April 2023 | London (Wembley-Stadion) | England Europameister 2022 | 4:2 i. E. (1:1, 1:0) | Brasilien Copa-América-Sieger 2022 |

## Die Austragungen im Detail

### 2023
| England                                                           | England | Brasilien | Brasilien |
| ----------------------------------------------------------------- | --- | --- | --------- |
| England                                                           | \| Do., 6. April 2023 um 19:45 Uhr (BST) in London (Wembley-Stadion) \| \| Ergebnis: 1:1 (1:0), 4:2 i. E. \| \| Zuschauer: 83.132 \| \| Schiedsrichterin: Stéphanie Frappart ( Frankreich) \|                                                                          | \| Do., 6. April 2023 um 19:45 Uhr (BST) in London (Wembley-Stadion) \| \| Ergebnis: 1:1 (1:0), 4:2 i. E. \| \| Zuschauer: 83.132 \| \| Schiedsrichterin: Stéphanie Frappart ( Frankreich) \|                                                                    | Brasilien |
| England                                                           | Mary Earps – Lucy Bronze, Leah Williamson , Alex Greenwood, Jessica Carter – Keira Walsh, Georgia Stanway, Ella Toone – Lauren James (74. Chloe Kelly), Lauren Hemp (88. Katie Robinson), Alessia Russo (74. Rachel Daly) Cheftrainerin: Sarina Wiegman ( Niederlande) | Letícia Izidoro – Lauren (46. Andressa Alves), Kathellen Sousa, Rafaelle Souza, Tamires – Antônia (87. Fê Palermo), Ary Borges (87. Gabi Nunes), Luana (69. Duda), Kerolin – Beatriz Zaneratto João (46. Adriana), Geyse Cheftrainerin: Pia Sundhage ( Schweden) | Brasilien |
| England                                                           | 1:0 Toone (23.) | 1:1 Andressa (90.+3') | Brasilien |
| England                                                           | Elfmeterschießen | | Brasilien |
| England                                                           | 1:0 Stanway Toone 2:1 Daly 3:1 Greenwood 4:2 Kelly | 1:1 Adriana Tamires Rafaelle 3:2 Kerolin | Brasilien |
| England                                                           | Earps (76.), Hemp (82.) | Rafaelle (39.) | Brasilien |
| England                                                           | Spieler des Spiels: Keira Walsh (England) | | Brasilien |
| Do., 6. April 2023 um 19:45 Uhr (BST) in London (Wembley-Stadion) | | |           |
| Ergebnis: 1:1 (1:0), 4:2 i. E.                                    | | |           |
| Zuschauer: 83.132                                                 | | |           |
| Schiedsrichterin: Stéphanie Frappart ( Frankreich)                | | |           |

- Schiedsrichtergespann:  Élodie Coppola und  Manuela Nicolosi (Assistentinnen),  Esther Staubli (Vierte Offizielle),  Jérôme Brisard (Videoassistent),  Maïka Vanderstichel (AVAR)